# Кнурваам
Кнурваам — река на Дальнем Востоке России, протекает по Иультинскому району Чукотского автономного округа. Длина — 11 км. Берёт исток из озера Красивое (65 метров над уровнем моря), протекает в южном направлении. Впадает с левого берега в реку Амгуэма  на её 76-м км на высоте 44 метра над уровне моря.
Название в переводе с чук. Ӄынурваам — «будто река».

## Притоки
Притоки по порядку от устья к истоку (указан км впадения):
- 3 км: Сельдянка[5] (пр.)[3]

## Данные водного реестра
Кнурваам относится к Анадыро-Колымскому бассейновому округу; речной бассейн — Бассейны рек Чукотского моря; подбассейн — Подбассейн отсутствует.
Водохозяйственный участок — Бассейны рек Чукотского моря.
Код объекта в государственном водном реестре — 19030000112119000090311.